# Vođeni
Vođeni (cyr. Вођени) – wieś w Bośni i Hercegowinie, w Republice Serbskiej, w gminie Ljubinje. W 2013 roku liczyła 120 mieszkańców.